# Трифолий (префект претория)
Трифолий (лат. Trifolius) — римский политический деятель второй половины IV века.
В 384—385 годах Трифолий занимал должность комита священных щедрот на Востоке. В 388 году он сопровождал императора Феодосия I Великого во время похода против узурпатора Магна Максима и был назначен префектом претория Иллирии, а после поражения Максима ещё и Италии. На обе должности он назначался Феодосием, несмотря на то, что официально Иллирия и Италия были владениями Валентиниана II.